# Pietro Egidi
Pietro Egidi (Viterbo, 6 dicembre 1872 – La Souche, 1º agosto 1929) è stato uno storico italiano, specialista del Medioevo.

## Biografia
Laureatosi a vent'anni all'Università di Roma (5 dicembre 1892), Egidi insegnò a lungo in varie scuole italiane: dapprima Lettere nei ginnasi dell'Aquila e di Arpino, e quindi storia e geografia negli istituti tecnici di Girgenti, Terni, Forlì per finire a Napoli, dove sarà dal 1904 al 1912. Nel 1910 ebbe la libera docenza a Roma e dal 1912 insegnò come docente straordinario all'università di Messina mentre nel 1915 fu all'Università di Torino, dove succedette a Pietro Fedele, dapprima incaricato e, dal 1916, come ordinario.
Dal 1923 fu direttore della Rivista Storica Italiana. Dal 1924 fu anche membro dell'Istituto storico italiano per il Medio Evo, posizione a cui rinunciò nel 1926 per dedicarsi interamente agli studi e all'insegnamento.
Morì improvvisamente il 2 agosto 1929, dopo essere stato colpito da un malore, mentre era in vacanza a Courmayeur, in compagnia dello storico dell'arte Lionello Venturi e di Guglielmo Pacchioni, direttore della Galleria Sabauda.

## Opere

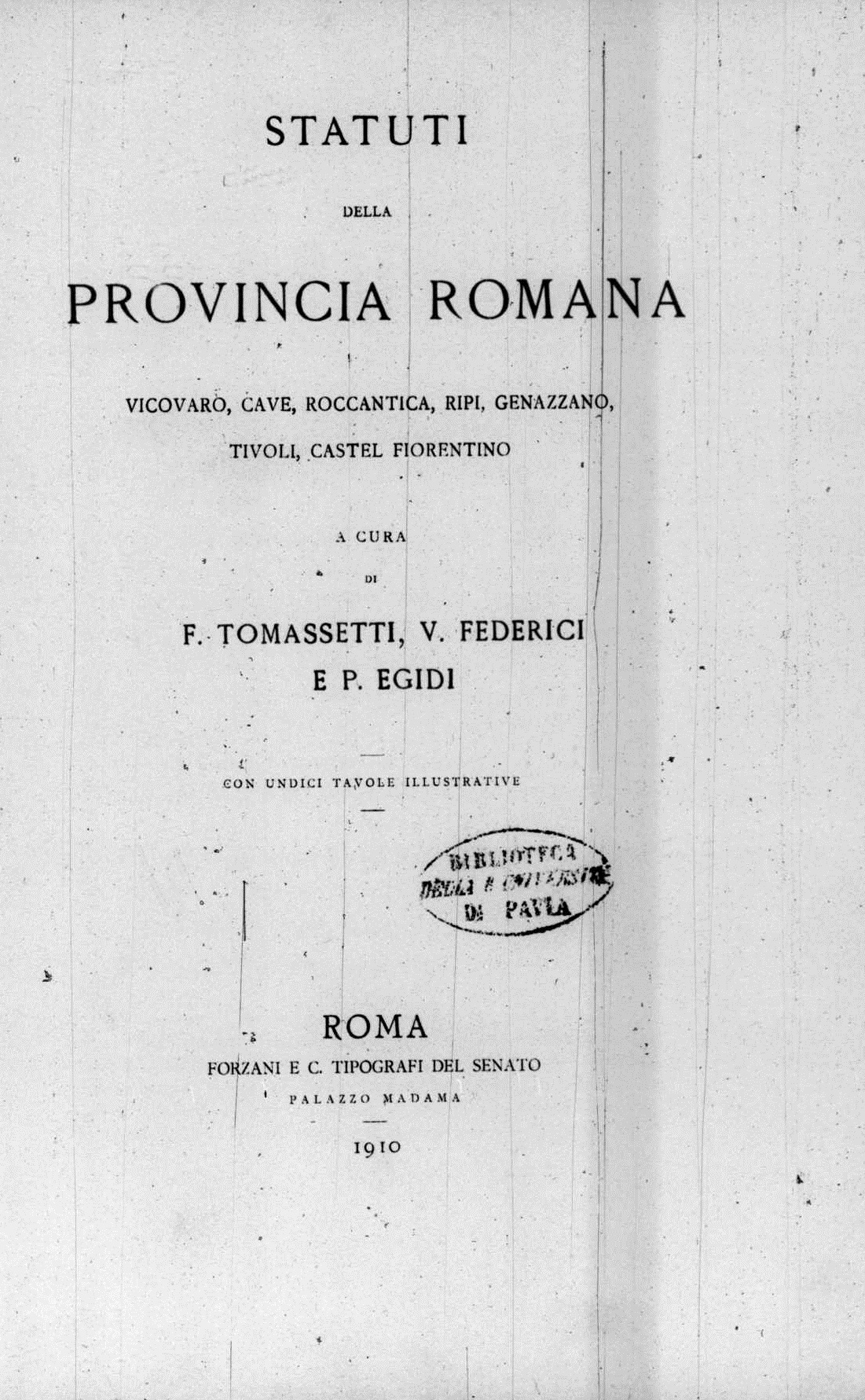
Statuti della provincia romana, 1910

- Canzoni e cantilene popolari di Arpino, Viterbo, 1899.
- Memorie dell'orfanotrofio della Divina Provvidenza di Viterbo, Viterbo, 1903.
- I disegni degli affreschi di Benozzo Gozzoli in S. Rosa di Viterbo, Perugia, 1904.
- Chi era l'uccisore di Cola di Rienzo, in Miscellanea per le nozze Crocioni-Ruscelloni, Roma, 1908, pp. 141-146.
- Vincenzo Federici, F. Tommassetti e Pietro Egidi, Statuti della provincia romana, Roma, Forzani e C., 1910.
- La colonia saracena di Lucera e la sua distruzione, 1911-14.
- Necrologi e libri affini della provincia romana, 2 volumi, 1908-14.
- La Communitas Siciliae del 1282, Tipografia D'Angelo, 1915.
- Codice diplomatico dei Saraceni di Lucera, 1917.
- Ricerche sulla popolazione dell'Italia meridionale nei secoli XIII e XIV, 1920
- Edizione critica delle tragedie manzoniane, Torino, 1921
- (con G. Falco), Storia dei popoli civili, Manuale per gli istituti tecnici, Genova, 1925)
- Emanuele Filiberto. 1559-1580, Paravia, Torino 1928 (continuazione di Arturo Segre, Emanuele Filiberto (1528-1559), 1928)
- (con E. Brunelli) I Diari delle Campagne di Fiandra, Biblioteca della Società Storica Subalpina (BSSS 112), 1928

### Edizioni postume
- Gli statuti viterbesi del 1237-38, del 1251-52 e del 1356, in Statuti della provincia romana, a cura di V. Federici, Roma, 1930.
- Mezzogiorno medievale e Piemonte moderno, antologia postuma di saggi a cura di F. Lemmi.